# ミスターシンセサイザー
「ミスターシンセサイザー」（Mr.Synthesizer）は、日本の歌。作詞・作曲：編曲は田中正史。歌はタモリ。

## 概要
1980年10月 - 11月、NHKの『みんなのうた』で紹介。
シンセサイザーを「ミスター・シンセサイザー」という地球にやってきた宇宙人に見立てた歌詞である。
まだ、シンセサイザーが一般的で無かった時期、田中正史によってシンセサイザーが愛される楽器になるように願って作られた歌。
効果音は全てシンセサイザーによって作られている。
現時点で、タモリ唯一の『みんなのうた』出演楽曲。
放送で使用されたアニメーションは、福島治が制作した。
ラストは、テレビ版は電源プラグが抜けて歌がしぼんでしまうが、ラジオ版ではしぼまなかった。
これまでNHKに映像が現存せずEテレでの再放送の機会がなかったが、福島治が所蔵していた16mmフィルムをもとに2011年4月放送の『みんなのうたスペシャル 1980'sセレクション』の中で放送された。
そして、2011年8月 - 9月、地上波では31年ぶりの通常枠での再放送となった。
なお、再放送では歌詞テロップはニュープリント化され、ラジオ版のラストもテレビ版と同じく歌がしぼむ様に変えられた。

## エピソード
1989年、タモリが司会する『ミュージックステーション』（テレビ朝日系列）に、当時『みんなのうた』で「かおりちゃんタイム」を歌っていた谷村有美が出演、その席上タモリは自分が『みんなのうた』で歌を歌っていた事を発言していたが、題名は思い出せなかった。
『テレビ探偵団』（TBS系列）で清水ミチコが出演した回の「私だけが知っている」で、清水が『みんなのうた』で1969年に紹介された「高山にカンカコカン」のフィルムに出演した事から、「意外な人が歌っている『みんなのうた』特集」内で、この歌が紹介された。

## カバー
タモリの歌唱版は2011年現在未発売。以下のカバー音源が発売されている。
- キングレコード版：たいらいさお、少年少女合唱団みずうみ

初出はLP『NHKみんなのうたより VOL.18』(K20G-7028)。
- 日本コロムビア版：水木一郎、コロムビアゆりかご会

初出はルディ・マスヤーニのシングル『ふたごのオオカミ大冒険』のB面。